# К-9 (филм)
К-9 е американски екшън филм от 1989, с участието на Джеймс Белуши и Мел Харис.

## Сюжет
Внимание:  Текстът по-долу разкрива сюжета на произведението (или части от него)!
Филмът разказва историята на полицейския детектив Майкъл Дули, който трябва да залови дилър на наркотици, наречен Лаймън (Кевин Тай). За целта той взема от приятеля си Бранинган (Ед О'Нийл) злобната немска овчарка Джери Лий, обучено да надушва наркотици. Двамата се опитват да вкарат Лаймън в затвора, но Дули скоро осъзнава, че Джери Лий е много по-добро куче, отколкото си е представял преди...